# Ренли Баратеон
Ренли Баратеон (енгл. Renly Baratheon) јесте измишљени лик у серији романа фантастике Песма леда и ватре америчкога аутора Џорџа Р. Р. Мартина.
Прво појављивање му је било у роману Игра престола 1996. као најмлађег од тројице синова лорда Стефона Баратеона и леди Касане Естермонт. Његова старија браћа су Роберт и Станис. Ренли је лорд Крајолуја и господар Олујних земаља. Служио је као господар закона у Маломе већу његовог најстаријег брата и краља Роберта, пре него што се самокрунисао за краља Седам краљевстава након Робертове смрти, у чему су га је подржала већина лордова од Хвата и Олујних земаља. Тим чином отпочиње Рат пет краљева, што га доводи у сукоб за старијим братом Станисом, чије је право на престо прече него Ренлијево.
Ренлијев хомосексуални однос с Витезом од Цвећа Лорасом Тирелом се у романима само алудира, док је у телевизијској адаптацији очигледан. Обојица су међу Мартиновим најистакнутијим ЛГБТ ликовима, иако је адаптирана веза Ренлија и Лораса и њен приказ у телевизијској серији наишао на помешане критике.
Ренлија Баратеона тумачи Гетин Ентони у телевизијској адаптацији Ејч-Би-Оуове продукције.

## Опис лика
Ренли Баратеон је млађи брат краља Роберта и лорда Станиса. Он је згодан и харизматичан човек који лако склапа пријатељства, што га чини популарним међу неплемићима. Сматра се да изгледа слично као Роберт из млађих дана, јер има његову висину и дугу црну косу, али је мршавији и виткији него краљ на престолу. Иако је омиљен и харизматичан, многи моћни лордови на двору потајно га сматрају сујетним и неозбиљним. Многи га описују као неначитаног лорда који ужива у лову и надметању. Ренли је такође прикривени хомосексуалац и сумња се да је у тајној вези с Витезом од Цвећа Лорасом Тирелом.
Ренли није лик из чије тачке гледишта се приповеда у романима, тако да се његови поступци су сведочени и тумачени у очима других, као што су Нед и Кејтлин Старк. Такође га често помиње и сећа га се Бријена од Опорја, која је била заљубљена у њега. Он је углавном споредни лик у романима.

## Карактеризација
Ренли Баратеон је најмлађи брат у породици Баратеон из које је актуелни краљ Роберт. Ренли је лорд од Крајолуја, вековног упоришта куће Баратеон. Описан је као згодан и харизматичан, као и да лако склапа пријатељства. Он служи свом брату краљу Роберту у Маломе већу као господар закона. После смрти краља Роберта, Ренли се самопроглашава за краља Седам краљевстава и отпичиње Судар краљева добивши, као лорд Крајолуја, подршку вазала куће Баратеон, те склапа савез с Кућом Тирел оженивши се Маргери Тирел. Пре него што је успео да крене на престоницу Краљеву Луку, сазнаје да његов старији брат Станис опседа Крајолуј. Ренли маршира назад намеравајући да убије свога брата у бици одбијавши да постане Станисов наследник. Пре битке у зору га убија сенка коју је призвала Мелисандра, мада остаје нејасно да ли је Станис то наредио или није.